# さらば桑田真澄、さらばプロ野球
『さらば桑田真澄、さらばプロ野球』（さらばくわたますみ、さらばプロやきゅう）は、1990年リム出版から発行された中牧昭二の著作。桑田真澄を中心としたプロ野球の裏金問題を記述した内容である。「中小メーカーが大手に対抗するために裏金を中心にしたあらゆる手段をとらねばならなかった業界の実態も暴露した」と評されることとなった。本の内容が国会でも採り上げられるなど社会問題化し、年間の売上げでは19位、ノンフィクション部門では8位を記録した。

## 概要
当時、スポーツ用品メーカーであるカドヤスポーツで販売促進課長であった著者が、読売ジャイアンツの桑田真澄と関わった際、スポーツ用品のアドバイザリー契約を結ぶ見返りに、同選手からの多額の裏金要求に従って支払ったと主張する話が記載されている。さらに、水野雄仁投手や、他選手に関することも書かれている。
同著はまず、スポーツ用品メーカーが、自社製品の宣伝効果を目的として、高校球児へ自社の商品を無料支給したり監督への接待が行われた実情について語っている。投手の場合は、投球の際にグラブを装着した状態でテレビに映る時間が特に長いため、自社のグラブを使ってもらうことは特に重要であったとのことである。

### 桑田真澄に関する記述
宣伝効果を見込んだ桑田への接触は、PL学園時代の1985年春からだという。同著によると、桑田のプロ入り後も接待を続けた中牧が、桑田プロ1年目の1986年オフに「もう待てない」と自社製品を使うよう迫ったところ、桑田から「昭ちゃん。裏金で月に二十万くれたら、使ってもいいよ。それもノータックスだよ」と要求され、裏金を渡し始めたとしている。また、1987年には「裏金を二十万から三十万にしてくれないか」との声で、裏金が値上げされたという。1987年11月、カドヤスポーツは桑田と2年500万円で正式契約を結ぶものの、桑田は「本契約以外に、裏金で五百万円ほしい」「裏金を一千万円にできないか」「車がほしい。ソアラがいい」「やっぱりクラウンがいい。クラウンのロイヤルサルーンだ」と、その要求はエスカレートしていった。同著にはクラウンの注文書が写真付きで掲載され、クラウンは桑田の姉のものとなった旨が書かれている。他にも桑田に渡したものは「高級腕時計は十個以上、ゴルフクラブは五、六セット。百万円はする高級背広など、数え切れない」という。中牧が退職する際には「そうか、おまえは、辞めるのか。辞めてもいい。ただし、裏金だけは寄こせ」と言われたという。
裏金以外では桑田の女性関係について記述がある。ドラフト前の桑田が一週間ほど東京に滞在した際「ソープランドへ連れて行ってほしい」と毎日のようにソープランドへ連れて行かされた為、中牧が自腹を切っていた。プロ入り後はあまりの頻繁さに会社の経費で落としていたという。桑田がプロ2年目に活躍すると呼び捨てとなり「昭二、コンドームを買ってこい」と使い走りさせられ、宮沢りえに会う際は「りえちゃんにグラブをプレゼントしたいから一日でなんとか作れ」と強要を強いられた。また、宮沢と会う直前の空き時間に桑田はソープランドへ行っている。1988年1月5日に起きた六本木ディスコ照明落下事故の際、中牧と偶然立ち会っていた桑田が、同席するアイドルを連れ、全日空ホテルのスイートルームへ逃げ込んだという記述がある。
その他、清原和博に関する桑田の発言も記載されている。「（KKドラフト事件時に）ザマアミロと思ったね。（中略）ぼくが一位指名されるのはわかっていたから、いまに泣き面が見られるぞと楽しみにしていたんだ」、「ぼくが入団発表をする日、あいつのお母さんがぼくのお母さんに厭味の電話をしてきたんだ。あそこは、どうもそういうところがある。父兄会のときだって、うちのお母さんはあいつのお母さんにいじめられたんです」、（桑田が2年目に活躍した後）「あいつのことをすごいと言うけど、何かタイトルを取ったのか。あいつにぼくのことを言う資格はない。タイトルを取ってから、ものを言えっていうんだ」という内容も載っている。

### 桑田真澄以外に関する記述
水野雄仁に関しても1章を割いて記述されている。桑田同様に裏金、自動車や時計を渡したこと、フランス料理をご馳走すると言われて家に行ったら、出来合いと見られるコロッケが出てきて引っ越しを手伝わされたエピソードが書かれている。
当時、読売ジャイアンツ二軍監督でカドヤスポーツとアドバイザリー契約を結んでいた須藤豊（出版時は横浜大洋ホエールズ監督）とその一派の凄まじいたかりの実態についても触れている。須藤から「ゴルフコンペの賞品が要るんだよ。わかるだろ、俺の立場、言わなくたってわかるよな」と持ちかけられ、必ず年3回、1回につき150枚近くのゴルフウェアを渡していた。その他、須藤の義父へゴルフシューズ、須藤の知人子息へは野球道具などを送っていた。須藤の周囲でカドヤスポーツと契約していた選手についての記述もあり、福王昭仁は高価なゴルフクラブセットを渡していたにもかかわらず他メーカーのグラブを使っており、用具を提供してきた山崎章弘や藤本健作・健治親子はミズノに乗り換えている。契約を交わしていない上田武司、関本四十四、末次利光らのコーチや樋沢良信スコアラー、渡辺一雄管理部長らは、須藤の名前を出し、家族全員の衣類やゴルフクラブなどを強引に享受していた。
そのような中でも、鹿取義隆だけは、「須藤さんのように、品物をただでもらうなんて嫌いだ」と金銭を払っていたとして、中牧は「それは世間ではまったく当たり前の光景なのだが、私は嬉しくてたまらなかった」と述懐している。

## 影響

### 野球賭博疑惑への拡大
桑田が懇意にする会員制メンバーズクラブのA社長に登板日をリークしていた疑いについて触れている（著書ではこの人物は「前科がある人」と表現）。また、会員の勧誘に成功すると現金が獲得できる旨も語られている。さらにA社長がかつて常習賭博罪で有罪判決を受けたことも明らかになったため、桑田の野球賭博関与の憶測を招き、週刊誌やスポーツ紙等で騒がれることとなった。

### 当初の調査結果
1990年3月11日、球団と桑田との間で20分ほど話し合いが行われ、桑田は登板日漏洩と金品の授受をいずれも否定。それを受けた巨人は調査結果を30ページ以上の報告書でセントラル・リーグに提出。同15日には、さらに7ページの追加報告書を提出した。追加報告を確認した川島廣守会長は「私の疑問に思っていた点はすべて解消された。調査はこれで終わった」、と調査の終了を宣言した。
巨人は翌16日に記者会見を開き、A社長と十数回食事をしたことなどは認めたものの「金品の授受、まして登板日を教えた事実は全くない」とし、中牧を名誉毀損で提訴する姿勢を見せた。桑田は「疑いが晴れてほっとしています」「内容が真実との誤解を与えかねませんので、名誉回復のため訴訟を提起したいと考えています」との声明文を発表。
その結果、川島廣守セントラル・リーグ会長は、桑田へ誓約書提出、巨人には厳重戒告にとどめ、訴訟の提起については「きわめて当然の措置であると評価する」と述べた。この措置について、吉國一郎コミッショナーは「巨人と川島会長が十分調査された。処分の差し戻しも考えていない」とし、下田武三元コミッショナーも「川島セリーグ会長の人となりを知っており、その判断力に全幅の信頼を置いている」と述べている。
しかし、朝日新聞は巨人側の対応に疑問を呈し、告発した中牧に球団がまったく接触していない点を「世間一般では通用しない論理だ」「調査結果を全面的に信じろといわれても無理がある。調査内容の概略さえ明らかにせずに疑惑がなかったというのも承服しがたい」と批判した。毎日新聞も同様に「調査が第三者機関の手で行われなかったという不自然さはぬぐえない」としている。
3月17日、中牧とリム出版社の宮崎満教編集長が反論記者会見を開いた。中牧は、A社長が札束入り封筒を桑田へ渡す場面を5回見たこと、A社長から土地購入の交渉に同伴した見返りにロレックスを受け取った旨の桑田の発言など、著書には記載のない例を挙げながら、球団の調査結果について事実関係の認定に誤りがあるとの反論を展開。巨人側に公開質問状を送ったため、巨人側と中牧側で意見が対立する形となった。

### 一転して金品授受の事実を認容
1990年3月30日、桑田は巨人に対し、金品授受の否定は虚偽であったと申し出ていたことが発覚。A社長から高級腕時計1点と総額100万円の受け取りが明らかとなった。そのため、湯浅武代表と桑田は謝罪の記者会見を開き、巨人は桑田に対して開幕から一か月の謹慎と罰金1000万円の処分を下した（下記参照）。桑田は、偽った理由について「いままではいっさい金品を受け取ったことはないといってきましたが、今後、野球を続けられなくなるだろうという不安があったからです。ただ、私は絶対に野球賭博にはかかわっていません」と釈明し、野球賭博への関与は明確に否定した。川島廣守セリーグ会長も「桑田選手に対する処分は適切なものと理解します」と述べた上で、独自の調査が不充分であった点を謝罪し、運動具メーカーと選手らの関係に、たかりの構造が蔓延っていることも認めた。
桑田の謝罪会見を報道した毎日新聞は「用意した謝罪文を読み終わると質問は受け付けず、球団のガードの固さをのぞかせた」とし、セントラル・リーグの対応に関して、巨人からの報告を鵜呑みにした点を謝罪したが、今回の処分内容をあっさり適切と認めたことについて「前回の経験が全く生かされていない」と批判している。

### 訴訟
巨人側は金品授受を認めて謝罪会見となったが、同時に巨人と桑田が共同原告となり、あたかも野球賭博に関与しているかのような印象を読者に与えたことや、巨人の体質や管理体制が批判された点につき、中牧に対して名誉毀損で1億円の損害賠償と謝罪広告を求める訴訟を東京地裁に起こした。
これに対し中牧自身は、巨人側の初回会見時に、「私は桑田君が野球とばくに関係していたなどとは一言も言っていません。私は桑田君が登板日を教えたことを注意しただけです。巨人が私を告訴することが理解出来ず当惑しています」と主張。結局、4月16日に巨人側からの訴訟が不当であるとして、1000万円の損害賠償と謝罪広告を求める反訴を提起した。
ほか、スポーツ用品の小売商組合連合会のB理事長が、前年6月に中牧から、カドヤスポーツからの退職金が半額支給だったこと、立て替えた340万円（中牧曰く桑田と水野への裏金）が未返還なことの相談を受け、代理人としてカドヤスポーツと交渉して合意に至ったところ、「巨人選手らに関する事柄を公表しないことが退職金支払いの際の条件だったのに、中牧氏はこの合意を破り、自分の面目は丸つぶれになった」として、同年3月26日、慰謝料100万円を求めて東京地裁に訴訟を提起した。しかし中牧は「私が真実を告発したことに対する圧力としか考えられない」と反論し、同27日に中牧がそのような書面も口約束もしていないとして「不当訴訟と名誉毀損で近く同地裁へ訴える」と反訴の姿勢をみせたところ、同31日にB理事長から訴訟を取り下げる旨の連絡が中牧にあったという。

### 野球界以外への波及
1990年4月9日、競技スポーツ団体の監督官庁である文部省は、桑田に端を発した金品授受などの問題について日本野球機構に事情聴取を行った。また、保利耕輔文部大臣が記者会見で野球関係者に反省を促すことを求めた。さらに衆議院予算委員会でも桑田問題が取り上げられ、海部俊樹首相は「野球協約180条のとばく行為に該当することがあり」と発言。あたかも、桑田が野球賭博への関与を明言するような表現をしたため陳謝する一幕もあった。
この件が明るみに出たことで、セリーグは学識経験者らによる綱紀委員会を設置することを決定。また有本義明は、桑田個人の問題ではなく、巨人がたかりを承知しながら黙認してきたことが最大の誤りと指摘している。
当書の内容を受けて『緊急レポート!!言わせてもらおう「桑田問題」 』『くたばれ桑田真澄、くたばれ巨人軍』などの書籍が出版されるなどした。

### 桑田側と中牧側の和解
騒動から約半年経過した1990年9月20日、桑田側と中牧側の裁判は、桑田が野球賭博とは無関係であることを確認する条項と、野球賭博に関与したと誤解されたことについて心から遺憾の意を表するという条項など、6項目の和解条項で合意に達して和解した。登板日漏洩に関しては、自然な日常会話や食事中の話の中で知人に登板日を数回教えただけと桑田側が認めている。
この和解に関して、巨人側は「桑田選手の潔白が証明された。判決まで何年間かかかることを考えると、早期に解決した方がいい」「判決での勝訴に匹敵する内容」と主張し、中牧側は「もともととばくに関係しているとは主張しておらず、裁判の過程で第三者に登板日を漏らしたことは巨人側も認めた。著書の正しさが証明された」と主張した。

## 処分
巨人は1990年3月30日桑田に対し、金品の授受等が統一契約書17条（模範行為）に反するとして、シーズン開始後登板禁止1か月、罰金1000万円の処分を行った。同時に、湯浅武球団代表も、譴責と減俸3か月の処分を受けることを明らかにした。
4月2日、巨人は、同書で同じく金品の授受が発覚した水野雄仁へ、高級乗用車と200万円程度の金銭を受け取っていたとして罰金100万円と譴責処分を科した。衣類などの物品を不当に授受したとされた末次利光、上田武司、関本四十四、樋沢良信が譴責処分と始末書提出、福王昭仁と渡辺一雄と藤本健作が譴責処分、藤本健治が厳重注意となった。
以上を受けてセントラル・リーグは、4月3日、巨人に対して2000万円の制裁金を課した。桑田は処分後に「事件ばかり起こして」とファンからのヤジに対し「ボクが起こしたんじゃない。向こうが起こしたんだ」と「捨てゼリフ」を残している。それを受けた吉國一郎コミッショナーは「桑田のその後の言動に反省の気配が薄い」として、巨人オーナーの正力亨に戒告処分を科し、セリーグ会長の川島廣守に減俸（10分の1を2か月）する制裁を科した。コミッショナーによる球団オーナーやリーグ会長への制裁は黒い霧事件の際にも行われておらず、初めてのことであった。もっとも、巨人側は、反省が薄いという点に反論し、マスコミの過剰な報道が桑田の軽率な発言につながったとして、コミッショナーにマスコミへの自粛措置を採るよう要求した。

## 9年後の週刊現代の記事と裁判
なお、これら騒動の9年後、週刊現代が1999年9月18日号・25日号において、桑田と暴力団幹部Cの写った写真8枚を提示し、1990年に野球賭博を否定したことに触れ、実際には桑田が野球賭博に関与しているかのような記事を掲載した。結果的に1990年の野球賭博疑惑が再燃してしまい、桑田は同誌を発行している講談社と代表取締役らを名誉毀損で提訴した。
裁判では、桑田が1994年オフ、チームメイトからタレントDのいる酒席に招かれ、そこでDから不動産会社の会長だとしてCを紹介され、暴力団幹部とは知らずに撮影された写真であると認定された。そのため、桑田がCを暴力団幹部であると認識しなかったことは自然であり、Cと酒席を共にしたことについて過失があるということはできない、桑田が野球賭博に関与したことについて真実であることを窺わせる証拠は全くない、として名誉毀損の成立を認め、慰謝料600万円と謝罪広告の掲載が認定されている。